# Enterosora trichosora
Enterosora trichosora är en stensöteväxtart som först beskrevs av William Jackson Hooker, och fick sitt nu gällande namn av Luther Earl Bishop. Enterosora trichosora ingår i släktet Enterosora och familjen Polypodiaceae. Inga underarter finns listade.